# 47 الدب الأكبر b

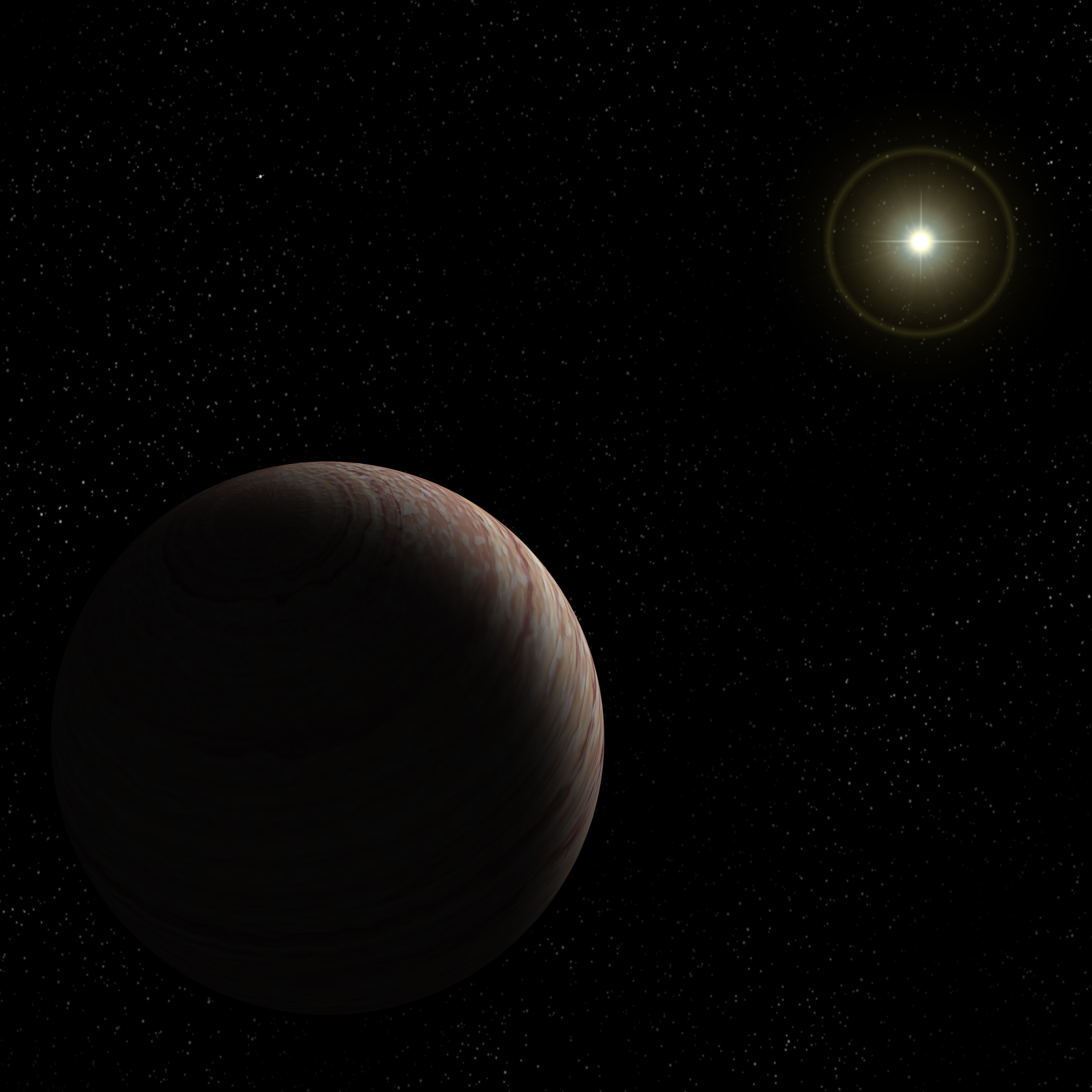

47 الدب الأكبر ب هو كوكب خارج المجموعة الشمسية يدور حول النجم 47 الدب الأكبر في كوكبة الدب الأكبر كل 1039 يوما. يعتقد أنه كوكب غازي نظرا لكبر كتلته التي تعادل 836.1 من كتلة الأرض، أو 2.63 من كتلة المشتري. في حين يعتقد أن قطره يقارب ال 56000 كيلومتر. يعتقد أن معدل درجة الحرارة على سطح 47 الدب الأكبر ب يصل إلى 83 درجة مئوية تحت الصفر. يبلغ قطر مدار الكوكب 2.13 وحدة فلكية. اكتشف الكوكب سنة 1996 من قبل جيوفري مارسي ور. باول بتلر.